# Redoutable (1876)
Броненосец «Redoutable» — стальной броненосец с центральной батареей, построенный для ВМС Франции в 1873—1878 годах. Первый стальной военный корабль в мире. Активно служил в 1880—1890-х на Средиземном море. В 1901 году присутствовал в составе французской эскадры при подавлении Боксёрского восстания в Китае. Списан в 1910 году и продан на слом.

## История
Франко-прусская война, и её тяжелые для Франции финансовые последствия привела к серьёзной задержке в развитии французского броненосного флота. Корабли, заложенные в 1867—1869 годах, достраивались чрезвычайно медленно из-за недостаточного финансирования военно-морских программ, и вступали в строй уже устаревшими. Из семи океанских броненосцев, пополнивших французский флот в 1871—1878 годах, шесть имели деревянные корпуса, и только один железный.
Требовалось предпринять срочные меры по изменению ситуации. Франция была первой в мире державой, освоившей производство стали в промышленных масштабах. Как конструкционный материал, сталь значительно превосходила обычное кованое железо, и менее была подвержена воздействию среды. Было принято решение, что новые французские броненосные корабли должны строиться с активным применением стали.
Броненосец, получивший название «Редутабль» был заложен на верфи в Лорьяне в августе 1873 года. Он стал первым океанским броненосцем, заложенным после франко-прусской войны, и первым кораблем, построенным с значительным применением стали.

## Конструкция

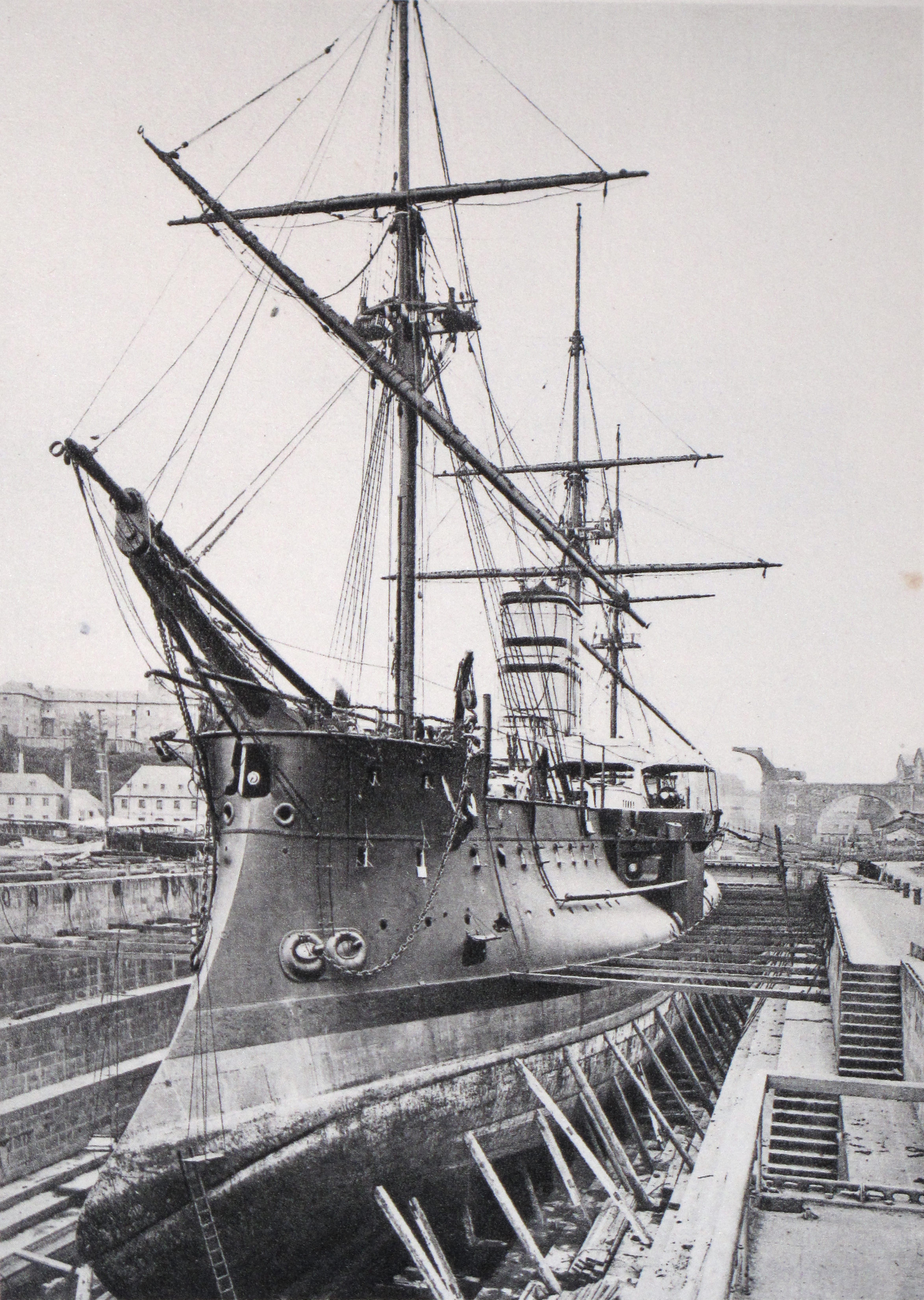
«Редутабль» в доке

Конструктивно, «Редутабль» развивал проект «Кольбер». Он имел водоизмещение в 9224 тонны, при длине в 97,13 метров, ширине в 19,66 метров и осадке в 7,8 метра. Корпус его имел характерный для французской школы кораблестроения глубокий завал бортов внутрь: верхняя палуба была значительно уже и короче чем корпус на уровне ватерлинии. Расположенная в центре корпуса броневая батарея далеко выдавалась за края верхней палубы, представляя собой, фактически, один огромный спонсон: за счет этого стоящие по углам батареи орудия могли стрелять прямо на нос или на корму без риска повредить пороховыми газами корпус.
Подобно иным французским океанским броненосцам, «Редутабль» имел высокий борт и полное парусное оснащение. В центре корпуса выдавалась вверх очень широкая и высокая дымовая труба.

### Вооружение
Основное вооружение броненосца состояло из 8-ми новых 274-миллиметровых 20-калиберных орудий образца 1875 года. Четыре такие пушки были установлены в броневой батарее в центре корпуса. Четыре орудия на нижнем ярусе батареи стояли по углам, стреляя через широкие орудийные порты, и могли быть наведены на любую цель в пределах угла в 80 градусов: таким образом, орудия в передней части батареи могли стрелять как на борт так и прямо по носу, а орудия в задней части — на борт и прямо по корме.
Ещё четыре 274-мм орудия стояли открыто на верхней палубе. Два из них стояли побортно, на крыше центральной батареи. Ещё одно орудие было погонным, и стреляло через орудийный порт на баке, и одно — ретирадным, стреляя по корме. Таким образом, полный бортовой залп броненосца в любом направлении состоял из пяти орудий: на каждый борт могли стрелять два казематных и три из четырёх орудий верхней палубы, по носу или по корме — два казематных, два бортовых и погонное/ретирадное орудие.
Дополнительно к тяжелым пушкам, броненосец нес шесть 138-мм орудий, установленных на верхней палубе в открытых установках. Эти пушки предназначались для стрельбы фугасами по небронированым частям броненосцев противника и поражения легких вражеских небронированых единиц. В 1880-х корабль получил двенадцать противоминных орудий Гочкисса калибром 37-мм.
Корабль был оснащен массивным плугообразным тараном, характерным для французского кораблестроения девятнадцатого века. Он был первым французским кораблем, при постройке оснащенным двумя 356-мм торпедными аппаратами, стрелявшими вперед под углом в 45 градусов от диаметральной линии.

### Броневая защита
Броневой пояс был изготовлен из кованого железа. Стальной пояс рассматривался на ранних стадиях проектирования, но стальная броня того времени была хрупкой, и после попаданий снарядов растрескивалась. Пояс шел по всей ватерлинии, от штевня до штевня, и имел максимальную толщину в 350 миллиметров.
Существенно усилено было бронирование батареи: её борта были защищены 300-миллиметровой броней. На броненосце впервые появилась полноценная броневая палуба толщиной в 30-40 миллиметров, проходившая по кромке главного пояса. Однако, крыша батареи не была защищена, и могла быть легко пробита навесным огнём.

### Силовая установка
В действие «Редутабль» приводила горизонтальная компаунд-машина, общей мощностью в 6200 л. с. Восемь овальных котлов обеспечивали скорость в 14,7 узлов. Дальность плавания при скорости 10 узлов составляла 5186 км.
В 1894 году, силовая установка корабля была полностью заменена — овальные котлы были сменены цилиндрическими, а паровая машина — новой вертикальной машиной тройного расширения. После модернизации скорость увеличилась до 17 узлов.

## Служба

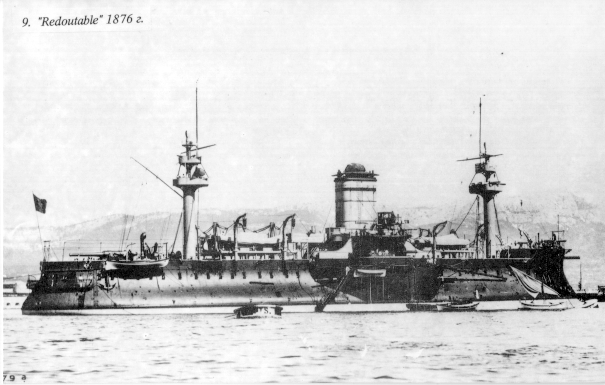

## Оценка проекта
«Редутабль» был значительным шагом вперед, как для французского, так и для мирового кораблестроения. На нём впервые в значимых количествах была применена сталь в наборе корпуса, ромбическое расположение орудий и ряд других элементов.
В проекте «Редутабль», французам удалось избежать многих ошибок своих прежних проектов. Это был мощный, хорошо вооруженный, и адекватно скомпонованный броненосец, с хорошей остойчивостью и высокой мореходностью. Доктрина на соответствие бортового и погонного/ретирадного залпа по числу тяжелых орудий, впервые реализованная в этом проекте, в дальнейшем стала краеугольным камнем французских дизайнов до конца XIX века. Кроме того, французам удалось построить его довольно быстро — от закладки до вступления в строй прошло всего 5 лет.
В целом, французскому кораблестроению удалось «вернуться на сцену» с действительно впечатляющим проектом, оказавшим сильное влияние на мировое кораблестроение и вполне эквивалентным последним британским казематным броненосцам вроде HMS «Alexandra».